# Teucrium zanonii
Teucrium zanonii là một loài thực vật có hoa trong họ Hoa môi. Loài này được Pamp. miêu tả khoa học đầu tiên năm 1917.